# António Gormicho Boavida
António da Cruz Gormicho Boavida ComA (Odivelas, Ferreira do Alentejo, 20 de Janeiro de 1913 - 9 de Dezembro de 2009) foi um militar português.

## Biografia

### Nascimento
Nasceu em 20 de Janeiro de 1913, na freguesia de Odivelas, no concelho de Ferreira do Alentejo.

### Carreira
Em 1 de Novembro de 1933, assentou praça como voluntário na Escola Militar, onde terminou em 1937 o curso de Engenharia Militar. Nesse mesmo ano também recebeu a promoção a alferes da sua arma. Estudou em seguida no curso de Estado-Maior, tendo passado para aquele corpo em 1945, após a conclusão do curso.
Além do Estado-Maior do Exército, também esteve integrado nos Serviços Cartográficos do Exército e em várias unidades, como o Regimento de Sapadores de Caminho de Ferro, o Regimento de Telegrafistas e o Regimento de Engenharia N.º 1. Em 1945 esteve no Arquipélago dos Açores como expedicionário, e de 1948 a 1960 ensinou na Escola do Exército.  Atingiu o posto de coronel. Passou à situação de reserva em 1963, tendo desde então até 1975 exercido como presidente da Comissão Reguladora de Produtos Químicos.
Em 1954 iniciou a colaboração na Revista Militar, com o artigo Logística: alguns conceitos gerais, tendo continuado a escrever com regularidade para aquele periódico, principalmente sobre temas como a estratégia, a organização e e administração do pessoal. Tornou-se sócio efectivo da revista em 29 de Dezembro de 1955, tendo exercido como vogal do Conselho Fiscal de 1961 a 1965 e de 1973 a 1982, presidente do Conselho Fiscal entre 1983 e 1986, e vice-presidente da Assembleia Geral entre 1987 e 1993.

### Falecimento e homenagens
Faleceu em 9 de Dezembro de 2009.
Durante a carreira militar foi por diversas vezes louvado e condecorado. Em 1 de Fevereiro de 1949 foi homenageado com o grau de oficial na Ordem Militar de Avis, tendo sido promovido ao grau de comendador na mesma ordem em 12 de Novembro de 1953.